# Layer Breton
Layer Breton is een civil parish in het bestuurlijke gebied Colchester, in het Engelse graafschap Essex. In 2001 telde het dorp 296 inwoners.